# فيرست ساموراي
فيرست ساموراي (بالإنجليزية: The First Samurai)‏ ، هي لعبة فيديو إلكترونية من نوع لعبة منصات ، أنتجت سنة 1991م، وأعيد إصدارها سنة 2011م لنظام دوس.

## قصة اللعبة
تبدأ القصة حول رجل الساموراي وقد قتل على يد أحد خصومه وتحول إلى مخلوق مسخ، وهو يقوم بمحاربة الوحوش الطاردة في البيئة اليابانية المهجورة وذهب إلى طوكيو لمطاردة المسوخ الساموراي.

## وصلات خارجية
- First Samurai at موبي جيمز, links to reviews
- First Samurai, The, review (with screenshots) at Abandonia